# 明教新誌
『明教新誌』（めいきょうしんし）は、1875年（明治8年）に大内青巒が創刊した仏教新聞である。特定の宗派にこだわらず、広く仏教に関する言説や情報を掲載した。隔日発刊。1901年（明治34年）に終刊した。

## 沿革
1875年（明治8年）8月に大内青巒らによって創刊された。前身は1874年（明治7年）に創刊されたと考えられている大教院の機関誌『官准教会新聞』。『教会新聞』は1875年4月30日に休刊したが、同年7月12日、135号から明教社が発行することとなり再開した。引き継いでからひと月ほどの間は『教会新聞』の誌名をそのまま使用していたが、148号から『明教新誌』に改題した。初代の「編集印刷総長」は大内青巒が務めた。最初期の第3号までを除き、五日ごとに発刊された。
『明教新誌』となった後は、『教会新聞』時代よりも発行部数は大幅に増加したとされ、1875年ごろには数百部であったものが、1888年（明治21年）には1号あたり約二千部が配布されるようになった。その後、1901年（明治34年）2月28日の4603号にて終刊が宣言され、『日出国新聞』と合併した。

## 刊行背景と新聞の特徴
『明教新誌』は、日本における雑誌・新聞史の最初期に刊行された新聞のひとつであり、同時期に刊行された雑誌や新聞には『明六雑誌』、仏教系では『報四叢談』などがあった。
明治政府は仏教の排斥も伴った神道国教化政策が挫折したことにより、神仏合同教化へと宗教政策を転換、大教院はこうした明治政府の政策の一環として設置された教化機関であった。しかし、この政策は島地黙雷などによって「神仏混淆」として批判され、大教院からの真宗分離運動も起こった。一連の運動の高まりにより、1875年5月には大教院が解散し、大教院の機関誌『官准教会新聞』は大内青巒によって引き取られることとなった。
『明教新誌』の刊行に大きく携わった大内青巒は、在家仏教者でありつつ多岐にわたる啓蒙活動に従事しており、その活動の一環としてメディア・印刷事業へも深く関与していた。青巒は、当時政教分離と信教の自由を主張した島地黙雷などと同じ立場におり、黙雷らの活動をふまえて「人権伸長」の啓蒙を目指し、『明教新誌』を刊行した。
誌面は、1886年（明治19年）までは、各宗派からの報告や通告などが載った「官報」・「公報」欄、論説が載せられた「普説」欄、読者からの投書が載せられた「寄書」欄、その他「雑報」や広告欄などで構成された。その後、「普説」と「雑報」欄が統合した「新誌」欄が創設された。記事では宗派の隔たりなく仏教界の情報や論説を掲載していたため、「通仏教」の新聞と評される。星野靖二によれば、当初の『明教新誌』の性格は、教派の垣根を超えての抽象的な仏教を論じるようなものではなく、あくまでも既存の諸宗派の協力を目指したものであったとされる。
主な寄稿者には蘆津実全、養鸕徹定、井上円了、大内青巒などがいた。また、後に東洋史学者として名をはせた内藤湖南も同誌で記事を書いていたことが知られている。